# Ruine Eckersdorf

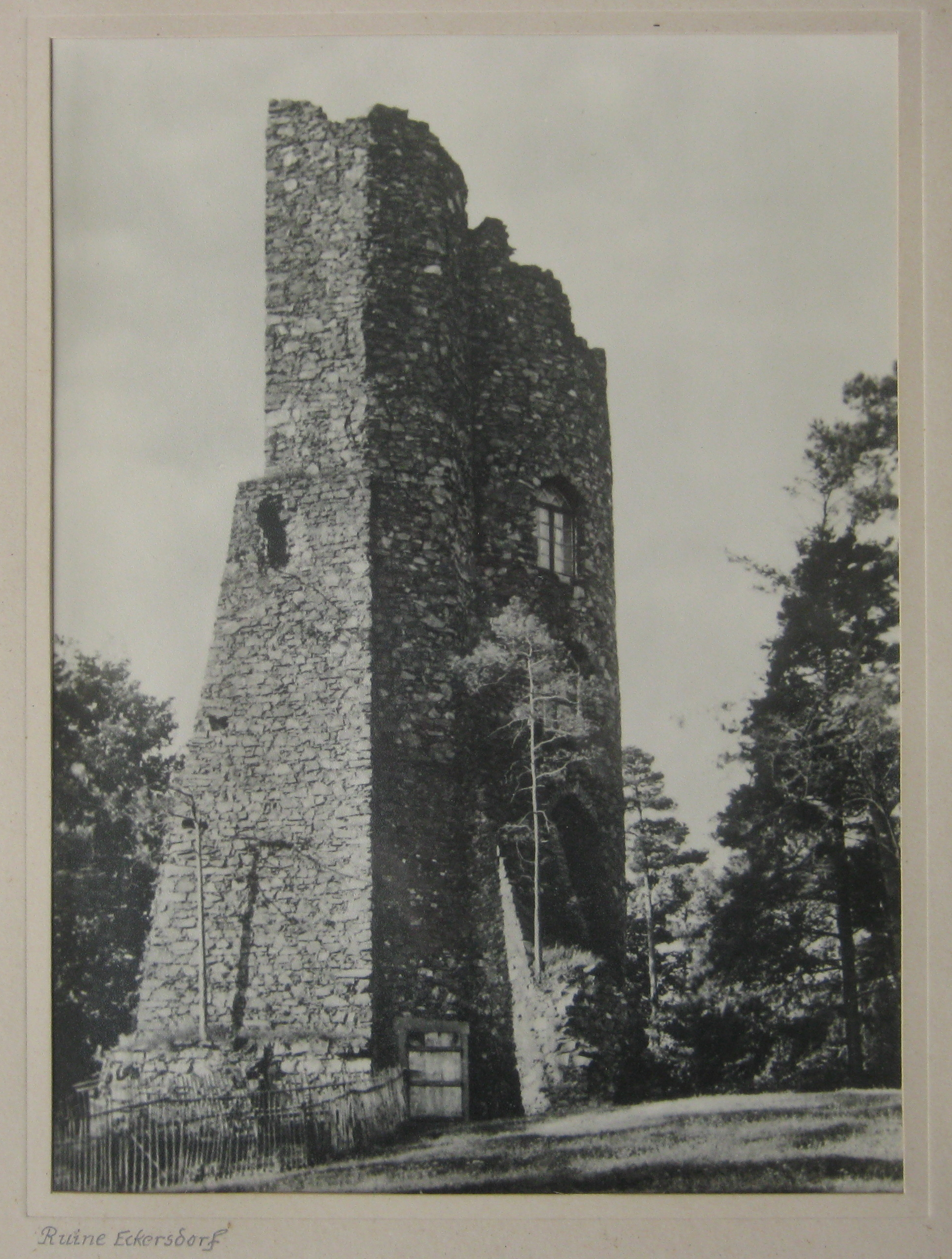
Ruine Eckersdorf vor 1945

Die Ruine Eckersdorf ist ein zerfallener Aussichtsturm in Bożków (deutsch Eckersdorf) in der Landgemeinde Nowa Ruda (Neurode) im Powiat Kłodzki in der Woiwodschaft Niederschlesien in Polen.

## Lage
Die Ruine befindet sich auf einem 396 Meter hohen Hügel im Südwesten von Bożków. Der Hügel wurde später nach der Ruine benannt und bekam den Namen Ruinenberg. Im Polnischen heißt der Berg hingegen Grodziszcze. Ca. 300 Meter in südwestlicher Richtung verläuft die Bahnstrecke Wałbrzych–Kłodzko (Waldenburg–Glatz).

## Beschreibung des Turms
Die Ruine war ein viergeschossiges Bauwerk mit Aussichtsfläche, die über eine Wendeltreppe bestiegen werden konnte. Die Ruine beherbergt in den oberen drei Etagen jeweils einen kleineren Raum; im Erdgeschoss befand sich ein größerer Raum, welcher als Küche, Schlafraum und Wohnraum genutzt wurde. Teilweise waren die Räume beheizbar; insgesamt hatte die Ruine zwei Kaminschlote. Bis in das frühe 20. Jahrhundert befand sich eine Veranda am Turm. Neben dem Turm war ein Schuppen, der auch als Kleinviehstall genutzt wurde.

## Geschichte

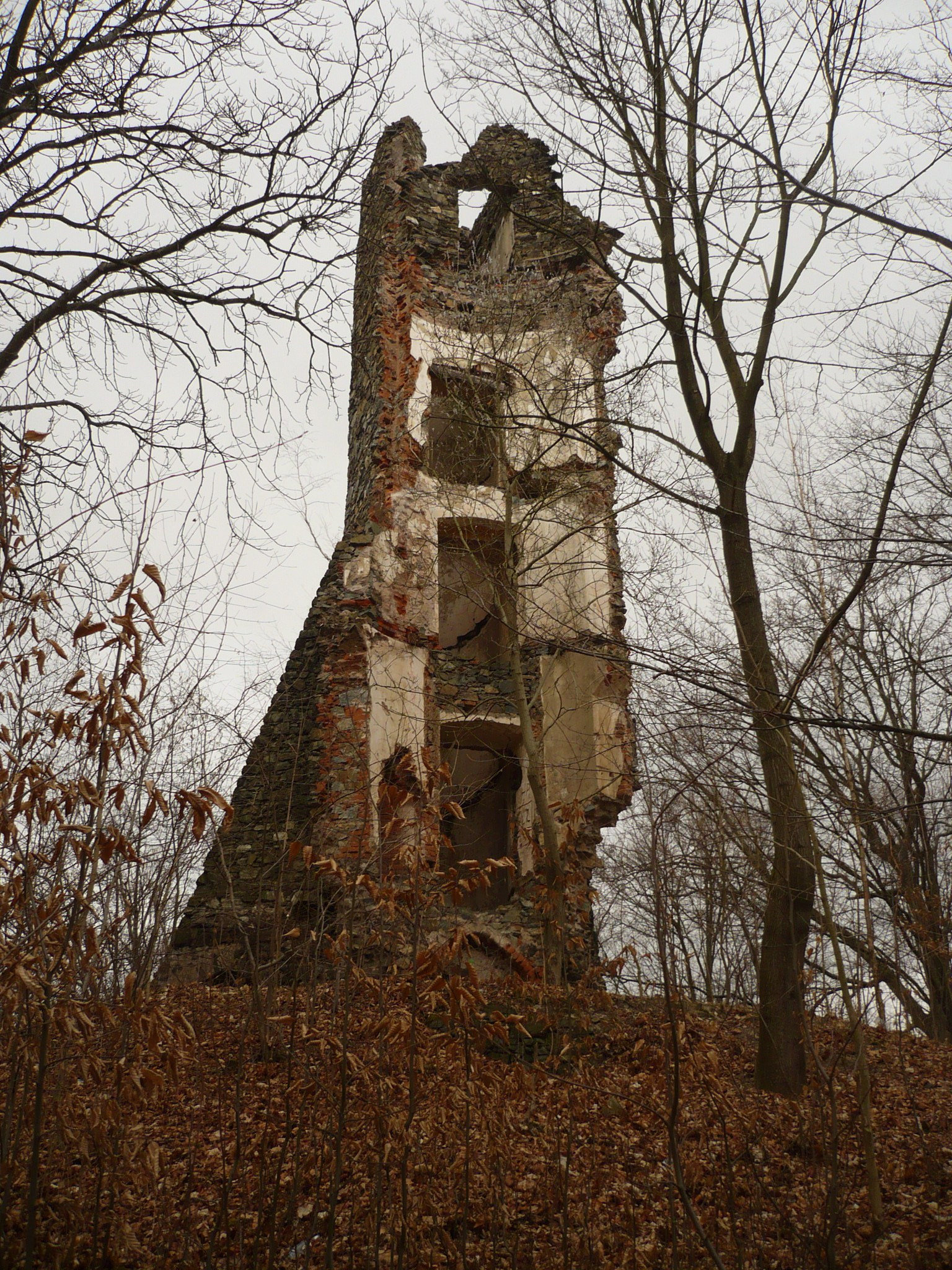
Die Ruine im Jahr 2014

Der Turm wurde im Stil einer Ruine im Jahre 1801 oder 1813 auf Veranlassung von Louise von Götzen, der Ehefrau des Grafen Anton Alexander von Magnis, als Geschenk an ihren Ehemann gebaut. Zum Bau wurden Steine aus einem nur wenige hundert Meter südlich gelegenen Steinbruch am Steinberg verwendet.
Zunächst diente der Turm dem Grafen als Jagdsitz. Später war der mehr als 20 Meter hohe Aussichtsturm, von dem ein guter Ausblick auf das Glatzer Land möglich war, mit seiner kleinen Gaststätte ein beliebtes Ausflugsziel.
In den 1950er Jahren stürzte die Ruine zum größten Teil zusammen. Teile der Wendeltreppe waren noch bis in die 1980er Jahre benutzbar. Einen Stromanschluss gab es nie. Auch ein Wasseranschluss fehlte, es konnte jedoch einer nur wenige hundert Meter westlich gelegenen Quelle im Sommer und Winter entnommen werden.

## Nutzung als Wohnhaus

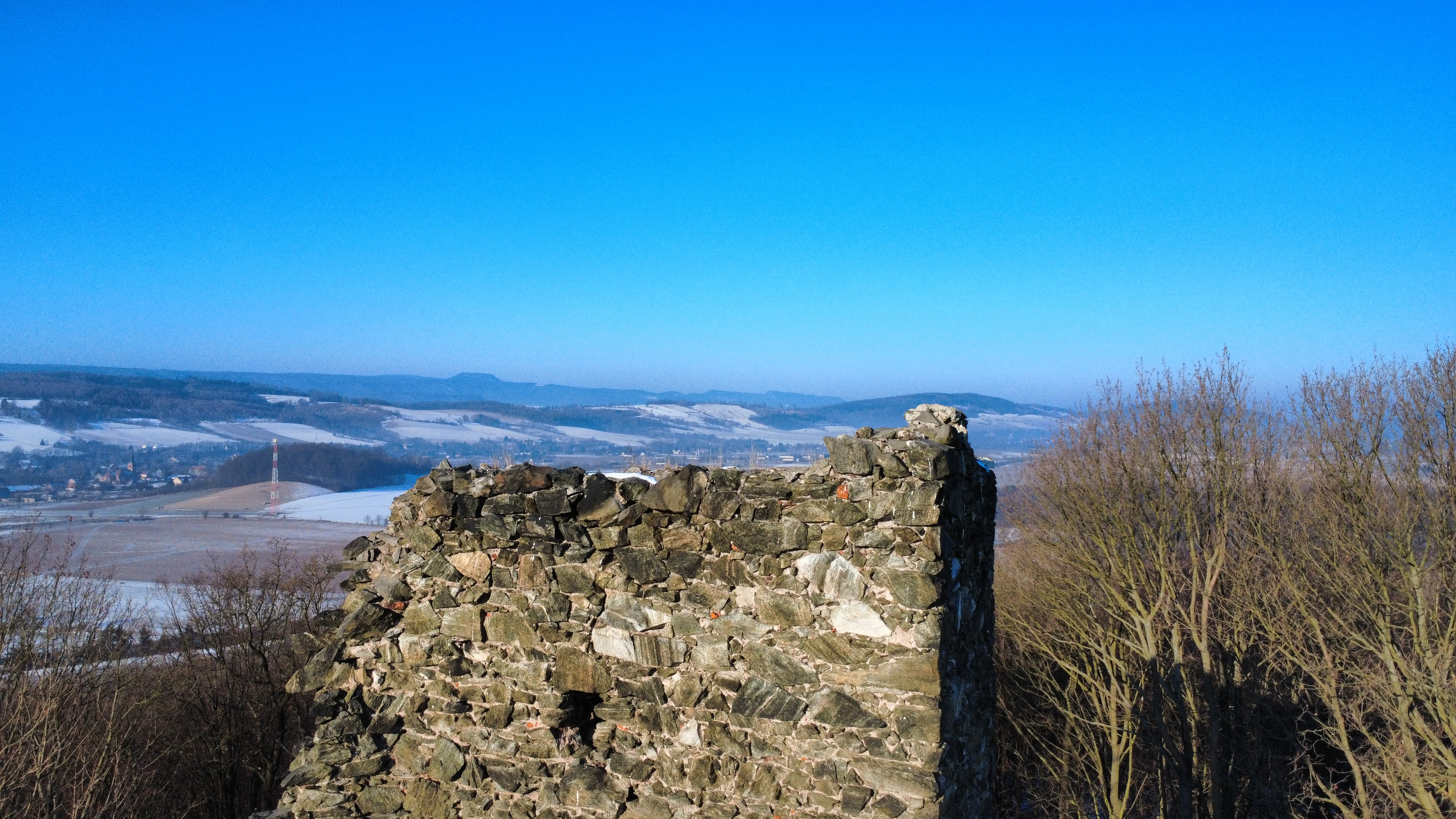
Ruine Eckersdorf – im Hintergrund Góry Stołowe und die Ortschaft Ścinawka Średnia

Die Ruine wurde bis in die 1940er Jahre zur Beaufsichtigung ständig bewohnt. Besucher wurden von den Bewohnern gegen Entgelt auf den Turm gelassen und bekamen auf Anfrage auch Getränke, z. B. selbst gemachte Himbeerlimonade oder Bier. Die letzten Bewohner waren bis zur Vertreibung 1946 eine deutsche Bergmannsfamilie.

## Heutiger Zustand
Von dem Bauwerk ist heute nur noch wenig erhalten; Räume im Untergeschoss sind nicht mehr zu erkennen bzw. unter den Trümmern der eingestürzten Gebäudeteile begraben. Stehen geblieben ist lediglich der Teil des Turmes, welcher die Wendeltreppe enthalten hatte.

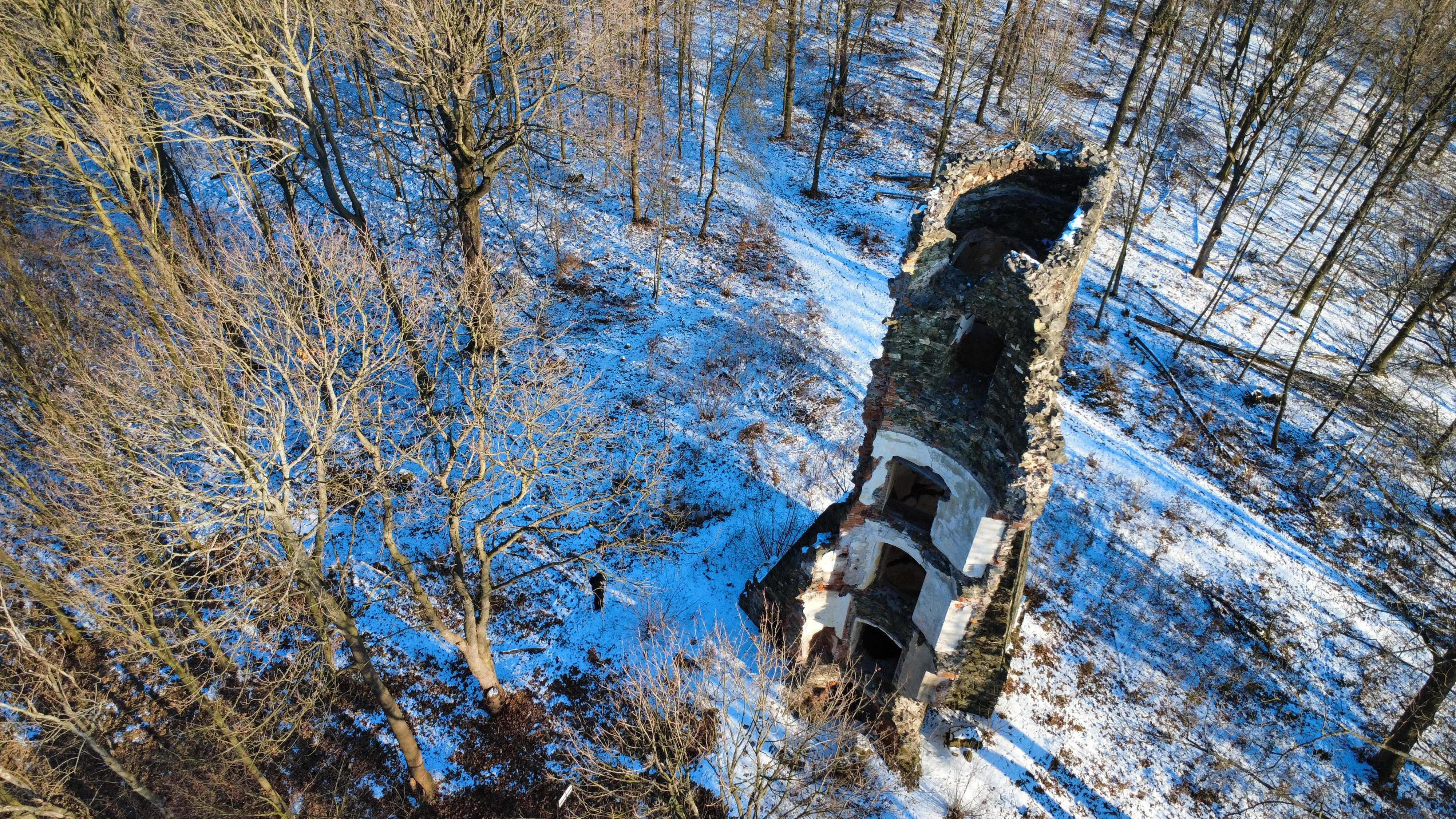
Ruine Eckersdorf im Jahr 2025

Im Jahr 2023 wurden Pläne zum Wiederaufbau der Ruine veröffentlicht.